# Marcus Vipsanius Agrippa

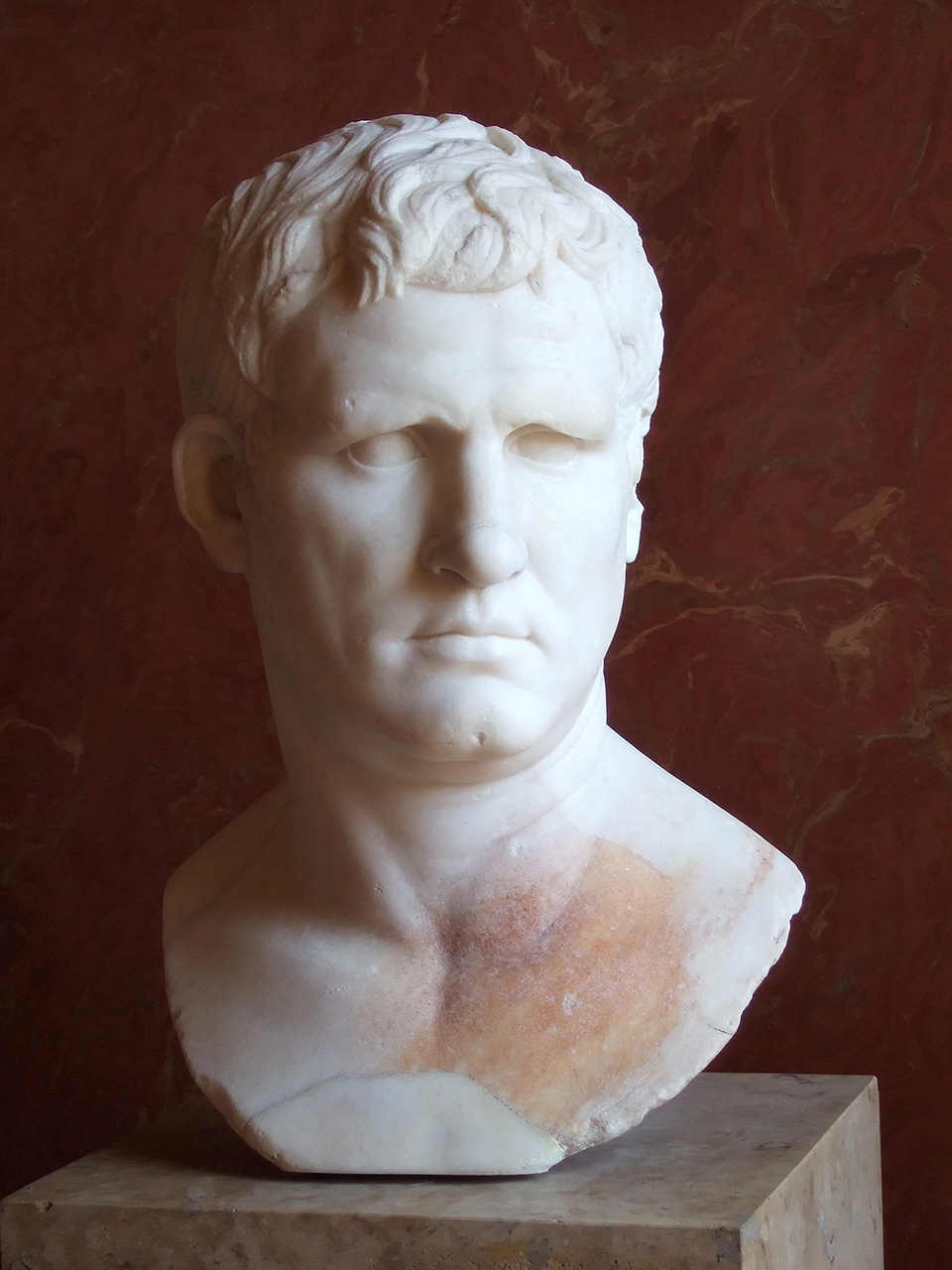
Büste von Agrippa, Louvre, Paris

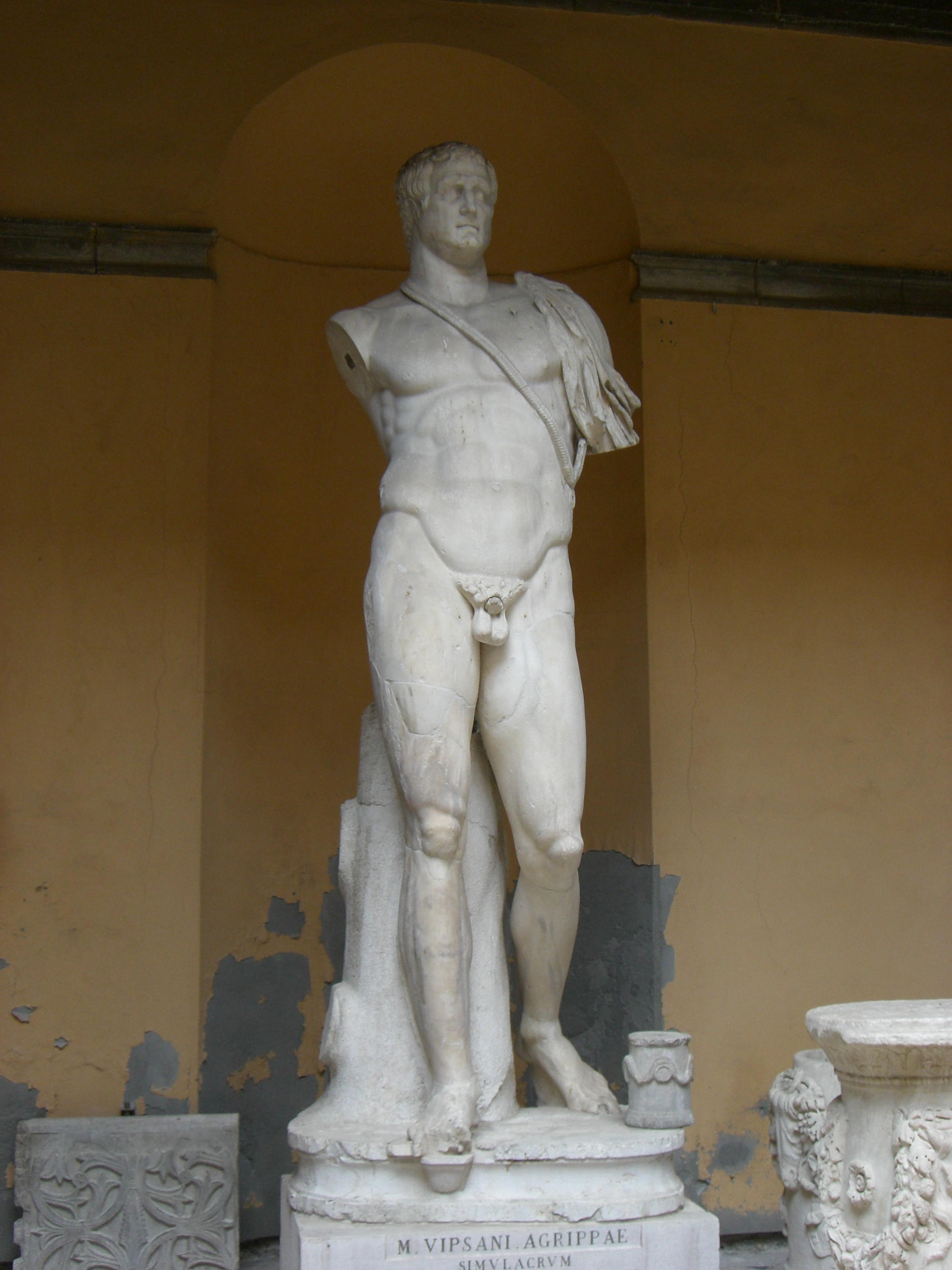
Statue von Agrippa, Archäologisches Museum, Venedig

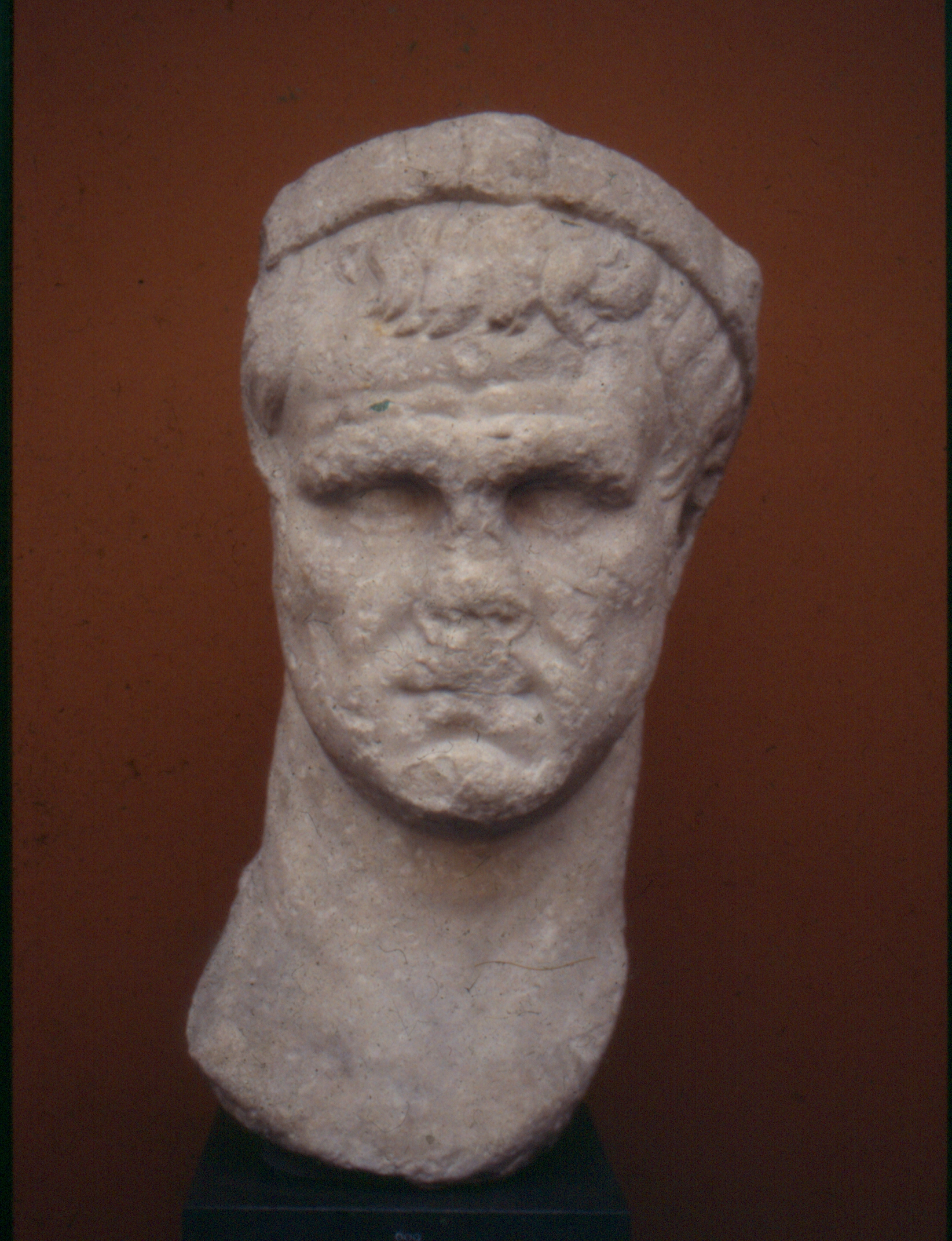
Büste von Agrippa (Ny Carlsberg Glyptotek, 1807)

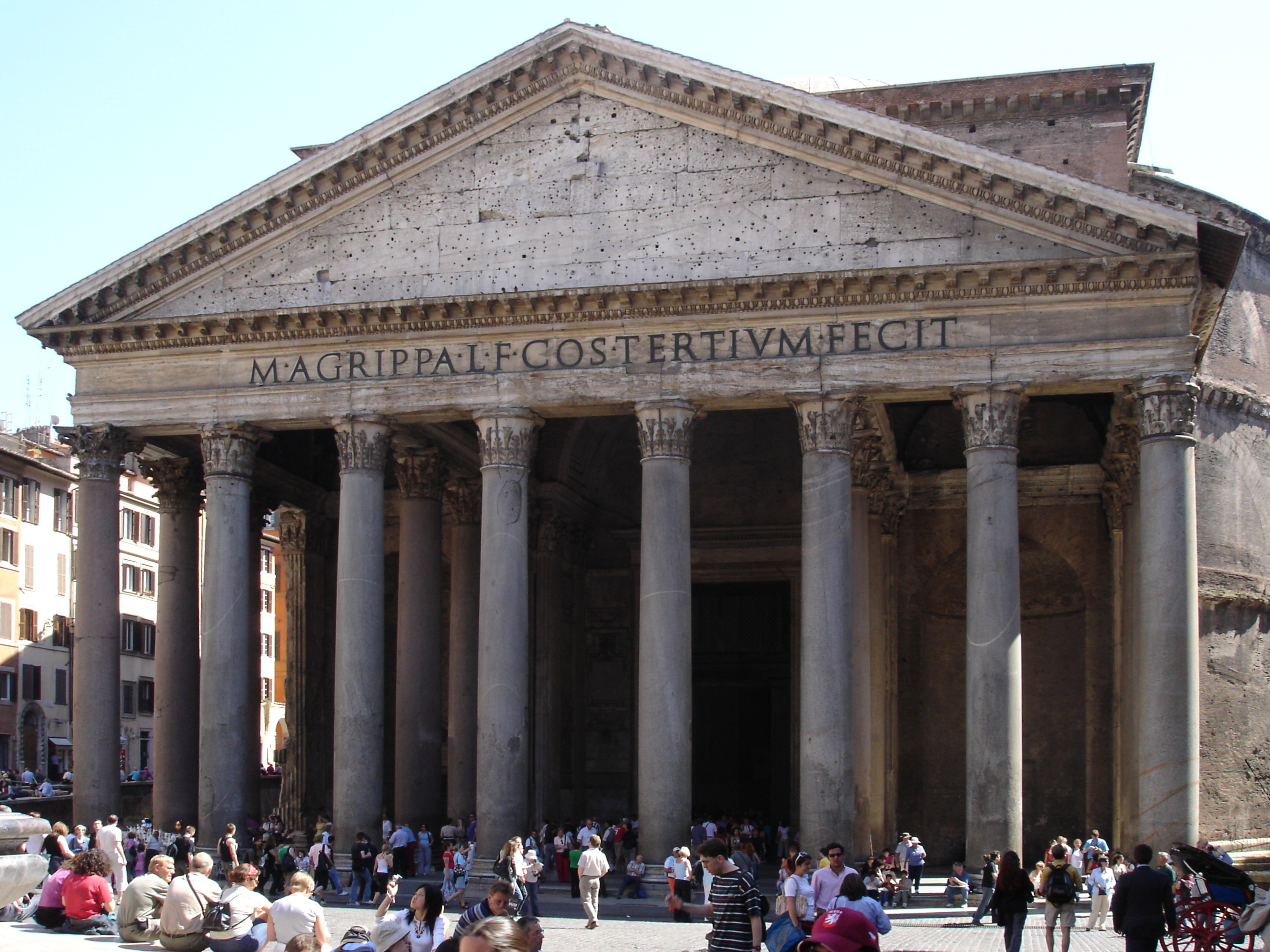
Agrippas Inschrift auf dem Pantheon (Rom)

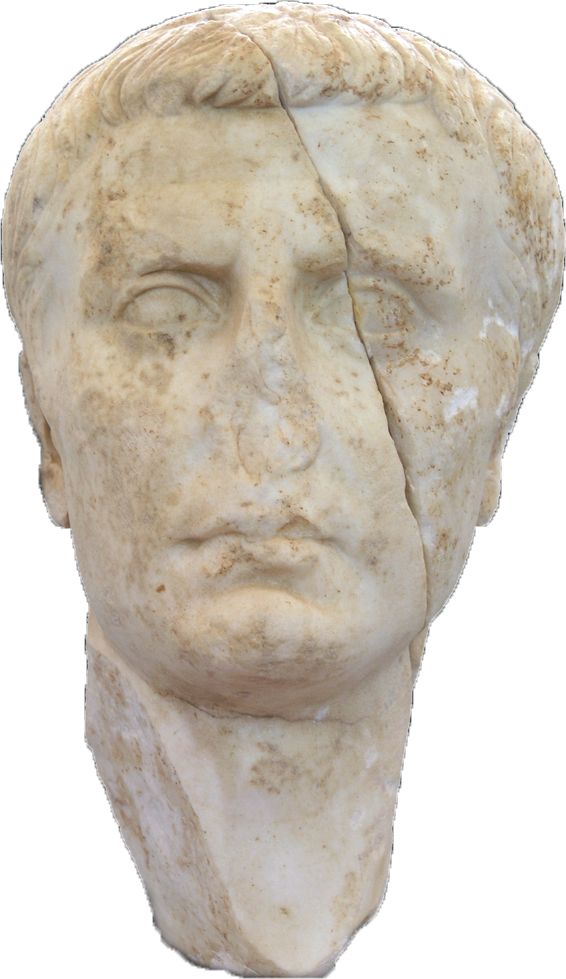
Büste von Agrippa, gefunden in Nikopolis (Epirus), der Stadt, die nach dem Sieg bei Actium gegründet wurde (Museum von Nikopolis)

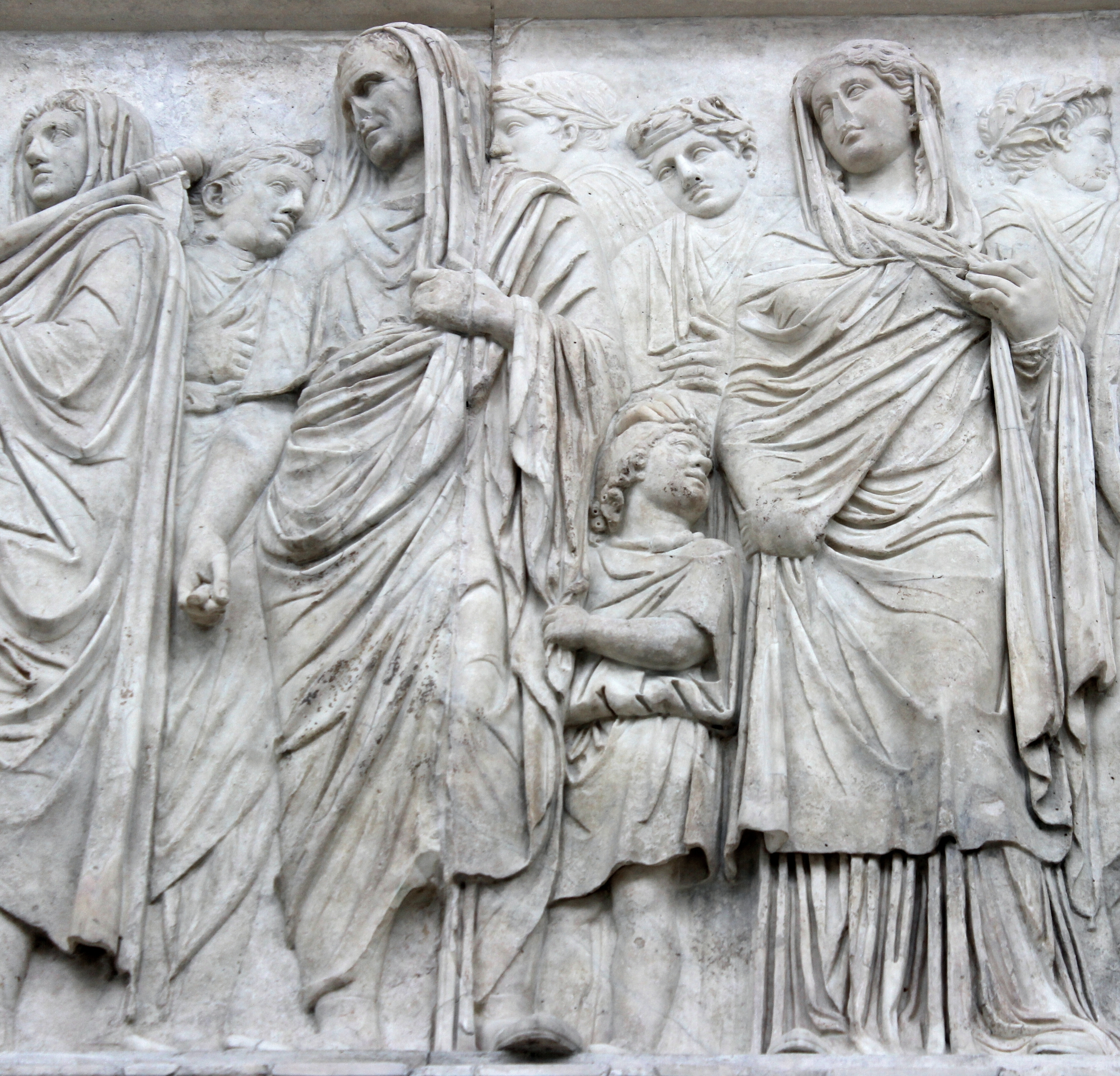
Agrippa auf dem Fries der Ara Pacis; die Frau rechts neben ihm ist seine Schwester Vipsania Polla.

Marcus Vipsanius Agrippa (* 64 v. Chr. oder 63 v. Chr. in Arpinum oder in Dalmatien; † 12 v. Chr. in Kampanien) war ein römischer Feldherr und Politiker, Freund und Schwiegersohn des Augustus sowie Vorfahr der Kaiser Caligula und Nero.

## Leben

### Herkunft und Jugend
Agrippa (der nach antiker Auffassung von aegre partus, „unter Schwierigkeit geboren“, abgeleitete Name bezieht sich darauf, dass er mit den Füßen voran auf die Welt kam) stammte aus einer zur Zeit der römischen Republik völlig unbedeutenden Familie; seinen Gentilnamen Vipsanius ließ er stets fort. Sein Vater Lucius Vipsanius gehörte zum Ritterstand. Zwei Geschwister, ein älterer Bruder Lucius Vipsanius und eine Schwester Vipsania Polla, sind bekannt.
Agrippa lernte als junger Mann den etwa gleichaltrigen Gaius Octavius, den späteren Octavian/Augustus, auf der Rhetorenschule in Rom kennen. 46 bis 45 v. Chr. diente Agrippa unter Caesar im Kampf gegen die Pompeianer. Sein Bruder stand jedoch auf der Seite der Gegner und ging 46 v. Chr. mit Cato Uticensis nach Africa. Nach dessen Gefangennahme bat Octavius Caesar um dessen Begnadigung. Diese wurde ihm gewährt; was jedoch anschließend aus Lucius Vipsanius wurde, ist unbekannt. 45 v. Chr. sandte Caesar Agrippa mit Octavius nach Apollonia zu den makedonischen Legionen, wo sie die Zeit bis zum Beginn von Caesars geplantem Krieg gegen die Parther zum Studium nutzen sollten.

### Bürgerkriege
Nach der Ermordung Caesars kehrten die beiden aus Apollonia nach Rom zurück. Agrippa half Octavius, der von Caesar testamentarisch adoptiert wurde und deshalb in der Forschung ab diesem Zeitpunkt „Octavian“ genannt wird, in Kampanien Truppen auszuheben. Nach einem ersten erfolgreichen Kampf gegen Marcus Antonius verbündete sich Octavian mit diesem und Marcus Aemilius Lepidus zum Zweiten Triumvirat mit dem Zweck der Verfolgung der Caesarmörder. Agrippa wurde mit der Anklage des Cassius betraut. Möglicherweise wurde ihm zu diesem Zweck vom Senat das Amt eines Volkstribuns übertragen. Eventuell hatte er es aber erst später inne.
In den folgenden Bürgerkriegen spielte Agrippa eine entscheidende Rolle an der Seite seines Freundes Octavian als dessen wichtigster Feldherr, besonders nach dem Verrat des Quintus Salvidienus Rufus Salvius, der seit Apollonia ihr wichtigster Mitstreiter gewesen war. Nach der erfolgreichen Beendigung des Perusinischen Krieges gegen Fulvia und Lucius Antonius 40 v. Chr. gelang es Agrippa, zwischen Octavian und Marcus Antonius zu vermitteln. Octavian ernannte Agrippa zum praetor urbanus, verbunden mit dem Auftrag, Italien gegen Sextus Pompeius zu verteidigen. Sextus Pompeius griff tatsächlich an, während Agrippa mit der Ausrichtung der Ludi Apollinares beschäftigt war. Obwohl Pompeius nach einer ersten Niederlage Unterstützung von Marcus Antonius erhielt, wurde er von Agrippa zurückgeschlagen.
Seit dem Jahr 39 v. Chr. gehörte Agrippa wie Octavian zur Priesterschaft der Quindecimviri sacris faciundis.

### Zweifacher Statthalter in Gallien
39/38 v. Chr. war Agrippa erstmals Statthalter des jenseitigen Gallien, wo er einen Aufstand der Aquitanier niederschlug und die Sueben bekämpfte, wozu er erstmals nach Caesar wieder den Rhein überschritt. Die Ubier siedelte er ans linke Rheinufer um. Als ihre Hauptstadt gründete er Oppidum Ubiorum, die später nach seiner Enkelin Agrippina minor benannte Colonia Claudia Ara Agrippinensium (Köln). Auch begann er mit der Einrichtung einer Verwaltung, eine Arbeit, die er bei seinen späteren Statthalterschaften weiterführte.
Während seiner zweiten gallischen Statthalterschaft in den Jahren 20 bis 18 v. Chr. ließ er ein Straßennetz mit dem Ausgangspunkt Lugdunum (Lyon) bauen, ohne das schnelle Truppenbewegungen nicht möglich gewesen wären. Die westliche Fernstraße führte an den Atlantik, der nördliche Straßenzug teilte sich auf dem Plateau von Langres in eine in nordwestlicher Richtung an der Kanalküste bei Gesoriacum (Boulogne) ankommende Straße und einen anderen, über Metz, Trier und Köln an den Rhein führenden Straßenzug. Diese neuen Fernstraßen, besonders die an den Rhein führende Straße, wurden das logistische Rückgrat der damals noch im Inneren Galliens stationierten Truppenkontingente.

### Aufbau der Flotte
Octavian rief Agrippa zurück, um ihn für das Jahr 37 v. Chr. mit erst 26 Jahren zum Konsul zu ernennen. Er hatte nämlich in der Zwischenzeit eine empfindliche Niederlage gegen Sextus Pompeius erlitten und brauchte dringend einen fähigen Verbündeten an höchster Stelle. Als Konsul errichtete Agrippa als erstes einen sicheren Hafen für die Flotte, den Portus Iulius in der Bucht von Misenum, und ließ neue Schiffe bauen, die größer und stärker waren als die der Gegner und mit neuartigen Entergeräten ausgestattet wurden.
Mit dieser Flotte siegte Agrippa 36 v. Chr. in der Seeschlacht von Naulochoi über Sextus Pompeius, ebenso wie 31 v. Chr. bei Actium über die Flotten von Marcus Antonius und Kleopatra. Für beide Siege wurde Agrippa hoch geehrt: Er erhielt eine Schiffskrone (Corona navalis) und ein meerblaues Banner (vexillum caeruleum). Die Flotte war auch erfolgreich bei der Bekämpfung von Piraten.

### Im öffentlichen Dienst
Etwa um 37 v. Chr. heiratete Agrippa Caecilia Pomponia Attica (* 51 v. Chr.), die Tochter des Titus Pomponius Atticus. Die Ehe mit der reichen Erbin war durch Marcus Antonius vermittelt worden. Laut Cornelius Nepos, Atticus’ Freund, gründete sich diese Ehe auf der gegenseitigen Sympathie von Schwiegervater und Schwiegersohn. Mit Caecilia hatte er die Tochter Vipsania Agrippina, die bald nach ihrer Geburt mit Augustus’ Stiefsohn Tiberius verlobt wurde. Caecilia starb vermutlich vor 28 v. Chr., denn im Zusammenhang mit Agrippas zweiter Eheschließung wird sie nicht erwähnt. Als ihr Vater 32 v. Chr. schwer erkrankte, versuchte Agrippa ihn vom Suizid abzuhalten.
Nach mehreren kleineren Militärkampagnen kehrte Agrippa 34 v. Chr. nach Rom zurück. Von seinem eigenen Geld finanzierte er die Wiederherstellung der Aqua Marcia. Im Jahr darauf ließ er sich, obwohl er schon Konsul gewesen war, zum Ädil wählen. Cassius Dio lobt seinen Einsatz zum Wohl der Stadt und seiner Bürger. So trieb er die Astrologen und Scharlatane aus der Stadt und ließ die Delphine anschaffen, mit denen im Circus Maximus die Runden gezählt wurden. Laut Frontinus geht die römische Wasserversorgung und -verteilung einschließlich der Einrichtung einer Truppe von Sklaven zur Unterhaltung der Anlagen zum großen Teil auf Agrippa zurück. Auch die noch lange übliche Maßeinheit quinaria für die Durchflussgeschwindigkeit (~ 0,48 Liter pro Sekunde) soll auf ihn zurückgehen.
32 bis 31 v. Chr. kommandierte Agrippa im Kampf gegen Marcus Antonius und Kleopatra erneut die Flotte und verhalf Octavian zur Alleinherrschaft. Als Zeichen seines Danks gab ihm Octavian 28 v. Chr. seine Nichte Claudia Marcella zur Frau und verlieh ihm zum zweiten und im folgenden Jahr zum dritten Mal das Amt des Konsuls, das er gemeinsam mit ihm bekleidete. In diesen Jahren führten sie als Zensoren eine Volkszählung durch. Während Octavian immer mehr Ämter und Macht auf sich vereinte, erklärte er, dass er die traditionelle Republik wiederherstellen wollte. Seit 27 v. Chr. wurde Octavian Augustus genannt. Auch Agrippa wurden diverse Vorrechte verliehen, unter anderem wurde er Mitglied der Arvalbrüder.
Während Augustus von 27 bis 24 v. Chr. in Spanien Krieg führte, verwaltete Agrippa Rom und widmete sich einem ehrgeizigen Bau- und Verschönerungsprogramm. Er ließ das sumpfige Marsfeld entwässern und in eine Parklandschaft mit prunkvollen öffentlichen Gebäuden umgestalten. In seiner Verantwortung entstand dort die Saepta Iulia, eine große Versammlungshalle. In deren unmittelbarer Nähe ließ er 25 v. Chr. als Erinnerung an den Sieg bei Actium den Vorläuferbau des heutigen Pantheons errichten. Auch Aquädukte wie die Aqua Virgo, die die von ihm gebauten Thermen auf dem Marsfeld versorgte und noch heute das Wasser für den Trevi-Brunnen befördert, gehen auf Agrippa zurück. Er trug so dazu bei, dass Augustus sich am Ende seiner Regierungszeit rühmen konnte, eine Stadt, die er aus Ziegeln vorgefunden hatte, als eine marmorne Stadt zu hinterlassen.

### Agrippa als Nachfolgekandidat

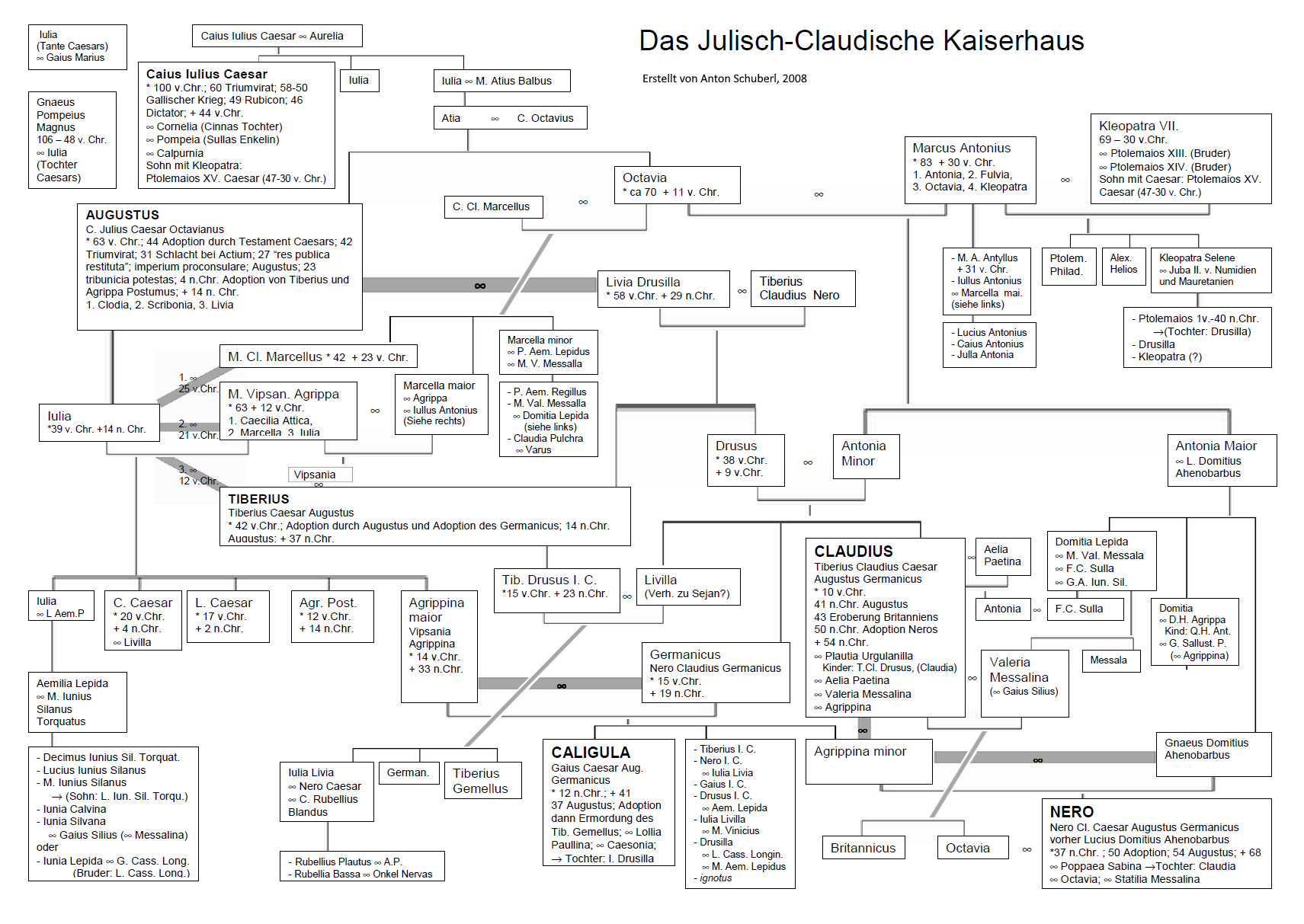
Das Julisch-Claudische Kaiserhaus

Agrippa blieb Augustus’ engster Vertrauter, obwohl er, wie Velleius Paterculus berichtet, fürchtete, gegenüber dessen Neffen Marcellus zurückgesetzt zu werden.
Im Jahr 24 v. Chr. erkrankte Augustus schwer, so dass Agrippa einen Teil seiner Aufgaben übernahm. Durch die Übertragung verschiedener privilegia, unter anderem eines unbefristeten imperiums für das gesamte Reich 23 v. Chr. und der tribunicia potestas für fünf Jahre 18 v. Chr., wurde er als Vertreter des Augustus und dessen mutmaßlicher Nachfolger herausgestellt. Nach Marcellus’ Tod ließ er sich 21 v. Chr. auf Augustus’ Drängen hin von dessen Nichte Marcella scheiden, von der er mehrere Kinder hatte, darunter Vipsania Marcella, die spätere Ehefrau des Publius Quinctilius Varus, und heiratete in dritter Ehe Augustus’ Tochter, Marcellus’ Witwe Iulia. Damit war die engstmögliche Verwandtschaft zu Augustus hergestellt. Aus der Ehe gingen fünf Kinder hervor: Gaius Caesar, Iulia, Lucius Caesar, Agrippina und Agrippa Postumus, der erst nach Agrippas Tod geboren wurde. Die beiden älteren Söhne adoptierte Augustus bald nach ihrer Geburt und erklärte sie damit zu seinen Nachfolgern.
Agrippa war im Auftrag des Augustus von 23 bis 21 v. Chr. im Osten des Reiches tätig. Nach seiner Rückkehr half er Augustus in Rom, wo es zu Unruhen gekommen war, weil Augustus nicht als zweiter Konsul neben Marcus Lollius amtieren wollte.
Von 20 bis 18 v. Chr. war Agrippa erneut Statthalter von Gallien, wo er die zwanzig Jahre zuvor begonnene Arbeit fortführte, eine Provinzverwaltung einrichtete und Aquädukte bauen ließ. In Nemausus ließ er einen Tempel, die Maison Carrée, errichten und seinen Söhnen widmen. Im spanischen Emerita Augusta (Mérida) ließ er ein Amphitheater erbauen. Zudem übernahm er den Oberbefehl im Kantabrischen Krieg, den er 19 v. Chr. siegreich beendete. Den Triumph, den ihm der Senat daher zusprach, schlug Agrippa demonstrativ aus und signalisierte damit, dass diese Ehre fortan faktisch nur noch dem Kaiser und dessen designiertem Nachfolger zukommen sollte.
Von 17 bis 13 v. Chr. übernahm Agrippa wieder die Oberaufsicht über die östlichen Provinzen. In Jerusalem besuchte er Herodes, mit dem er seit den Bürgerkriegen befreundet war, und opferte am Tempel von Jerusalem hundert Stiere. Als Zeichen dieser Freundschaft wurde Herodes’ kurz nach Agrippas Tod geborener Enkel Agrippa genannt.
Im Jahr 13 v. Chr., als seine Schwiegersöhne Tiberius und Varus Konsuln waren, kehrte er nach Rom zurück, da sein Kommando und die tribunicia potestas ausliefen, die jedoch umgehend um fünf Jahre verlängert wurden. Bei seinem Aufenthalt in Rom beaufsichtigte Agrippa den Fortschritt seiner ehrgeizigen Bauvorhaben, unter anderem den Bau der Porticus Vipsania in der Nähe der Ara Pacis. Dort ließ er eine in Marmor gravierte Weltkarte anbringen, die Plinius in seiner Naturalis historia als Grundlage seiner Geographie angibt. Den Bau ließen nach seinem Tod seine Schwester Vipsania Polla und Augustus vollenden.
Im darauffolgenden Jahr, 12 v. Chr., kämpfte Agrippa in Illyrien gegen aufständische Stämme. Dort erkrankte er jedoch und kehrte nach Italien zurück, wo er überraschend starb, zweieinhalb Jahrzehnte vor dem oft kranken Augustus. Seinen Besitz vermachte er Augustus. Daneben hinterließ er einen Fonds, der sicherstellen sollte, dass der Besuch der von ihm erbauten Thermen kostenlos bleiben sollte. Um Agrippas Bemühungen um die Wasserversorgung der Stadt Rom fortzuführen, richtete Augustus nach seinem Tod offiziell das Amt des curator aquarum, des Wasserbeauftragten von Rom, ein. Agrippa wurde im Mausoleum des Augustus bestattet.